# Franz Jantscher
Franz Jantscher (* 7. Februar 1969 in Leoben) ist ein österreichischer Arbeiterbetriebsrat und Politiker der Sozialdemokratischen Partei Österreichs (SPÖ).

## Leben
Franz Jantscher wurde am 7. Februar 1969 in Leoben geboren und wuchs in Kammern im Liesingtal auf. Nach absolvierter Schulausbildung machte er von 1984 bis 1988 eine Lehre zum Betriebselektriker und Maschinenschlosser bei der voestalpine in Donawitz und blieb auch nach abgeschlossener Lehre im Unternehmen. Ab 1988 arbeitete er am Hochofen und wechselte 1994 in die Instandhaltung. Nachdem der Standort Donawitz 1991 in drei Einheiten aufgeteilt worden war, war Jantscher bei der voestalpine Stahl Donawitz GmbH beschäftigt. Innerhalb des Unternehmens stieg er rasch zum Vorarbeiter auf und absolvierte in den Jahren 1993 bis 1995 über die Arbeiterkammer Steiermark die Werkmeisterschule für Berufstätige für Maschinenbau (Abendschule) und danach von 1995 bis 1997 die Werkmeisterschule für Berufstätige für Elektrotechnik (Abendschule). In weiterer Folge war er als Werksmeister tätig und ließ sich unter anderem in den Jahren 2008 bis 2009 an der Sozialakademie der Arbeiterkammer in der Hinterbrühl weiterbilden.
Nachdem mit 30. Juni 2024 Josef Gritz, der 24 Jahre lang als Vorsitzender des Arbeiterbetriebsrats der voestalpine Stahl Donawitz im Amt gewesen war, in Pension gegangen war, übernahm Jantscher die Position als Arbeiterbetriebsratschef. Davor war er bereits seit 2003 im Arbeiterbetriebsrat gewesen; seit 2008 als Stellvertreter von Gritz. Zusätzlich ist Jantscher seit März 2022 FSG-Vorsitzender im ÖGB-Regionalvorstand Obersteiermark-Ost und seit November 2022 Vorsitzender des PRO-GE-Regionalvorstandes Obersteiermark-West. Darüber hinaus zog er im März 2023 in den steirischen Landesvorstand der PRO-GE ein und ist seit Juni 2023 Mitglied des Bundesvorstandes und des Bundespräsidiums der PRO-GE.
Im Zuge der Nationalratswahl 2024 schaffte Jantscher über die Landesliste den Einzug in den österreichischen Nationalrat, dem er ab der XXVIII. Gesetzgebungsperiode angehört.
Der Ehrenbergmann der Knappschaft Vordernberg (2015) ist verheiratet, Vater einer Tochter und lebt in St. Margarethen bei Knittelfeld.